# Gerberga de Lotharingia Inferioară
Gerberga de Lotharingia a fost contesă de Louvain, în urma căsătoriei cu contele Lambert I, Conte de Louvain.
Gerberga era fiica ducelui Carol de Lotharingia, la rândul său fiu ale regelui Ludovic al IV-lea al Franței cu Gerberga de Saxonia.
Prin căsătoria cu Lambert de Louvain, a avut trei copii:
- Henric, succesorul la conducerea comitatului de Leuven
- Lambert, devenit și el conte de Leuven; căsătorit cu Oda de Verdun.
- Reinier
- Matilda (Maud), căsătorită cu contele Eustațiu I de Boulogne.